# Kavallerie

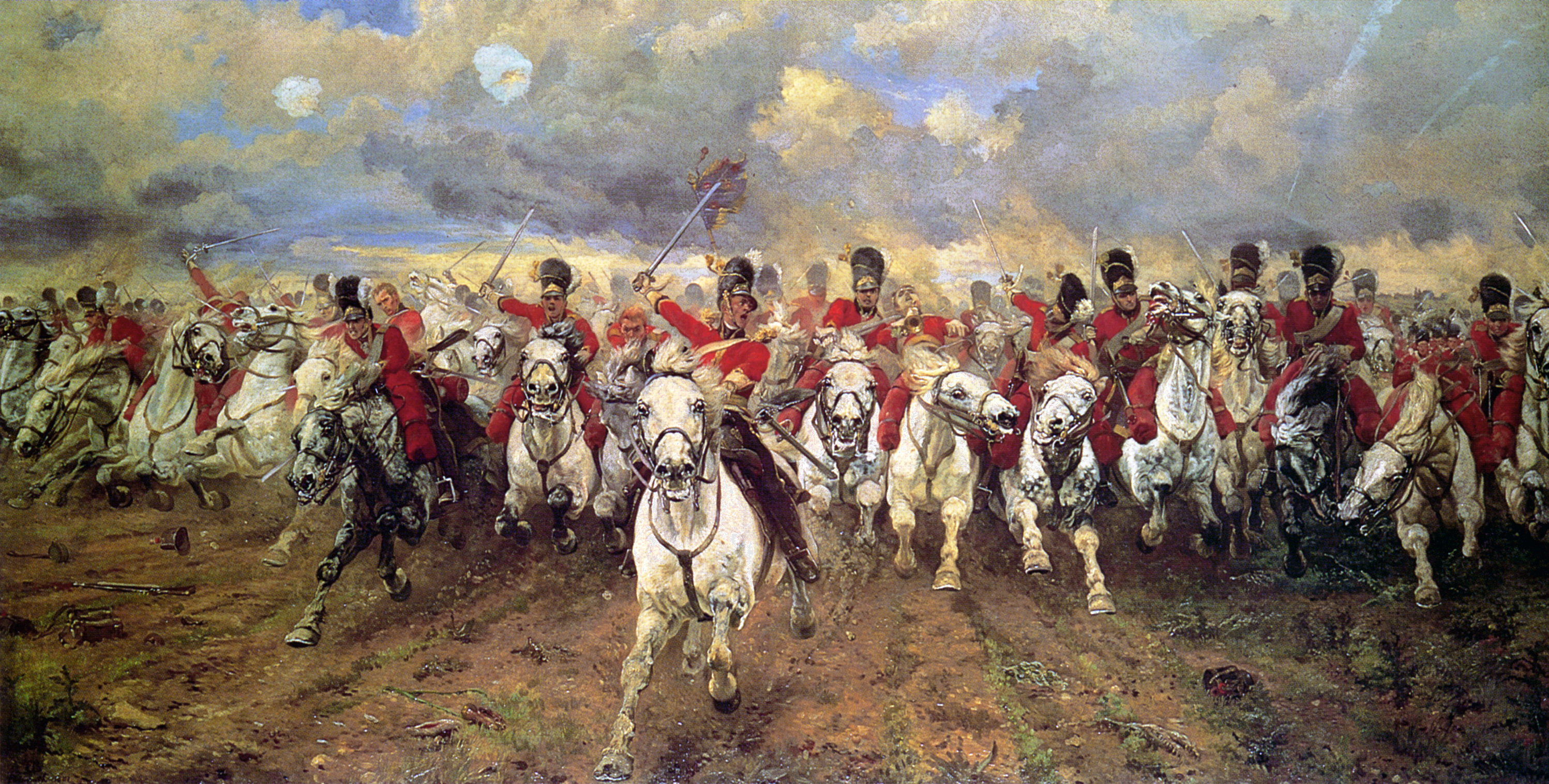
Angriff der Royal Scots Greys in der Schlacht bei Waterloo 1815 (Gemälde von Elizabeth Thompson aus dem Jahr 1881)

Als Kavallerie oder Reiterei bezeichnet man eine in der Regel zu Pferd kämpfende Waffengattung der Landstreitkräfte. Im 20. Jahrhundert wurden Kavallerieverbände meist aufgelöst oder in gepanzerte Truppen umgewandelt, behielten aber häufig aus Traditionsgründen ihre hergebrachten Verbandsnamen. Berittene Truppenteile werden heute meist nur noch zu Repräsentationszwecken eingesetzt.

## Etymologie und Begrifflichkeit

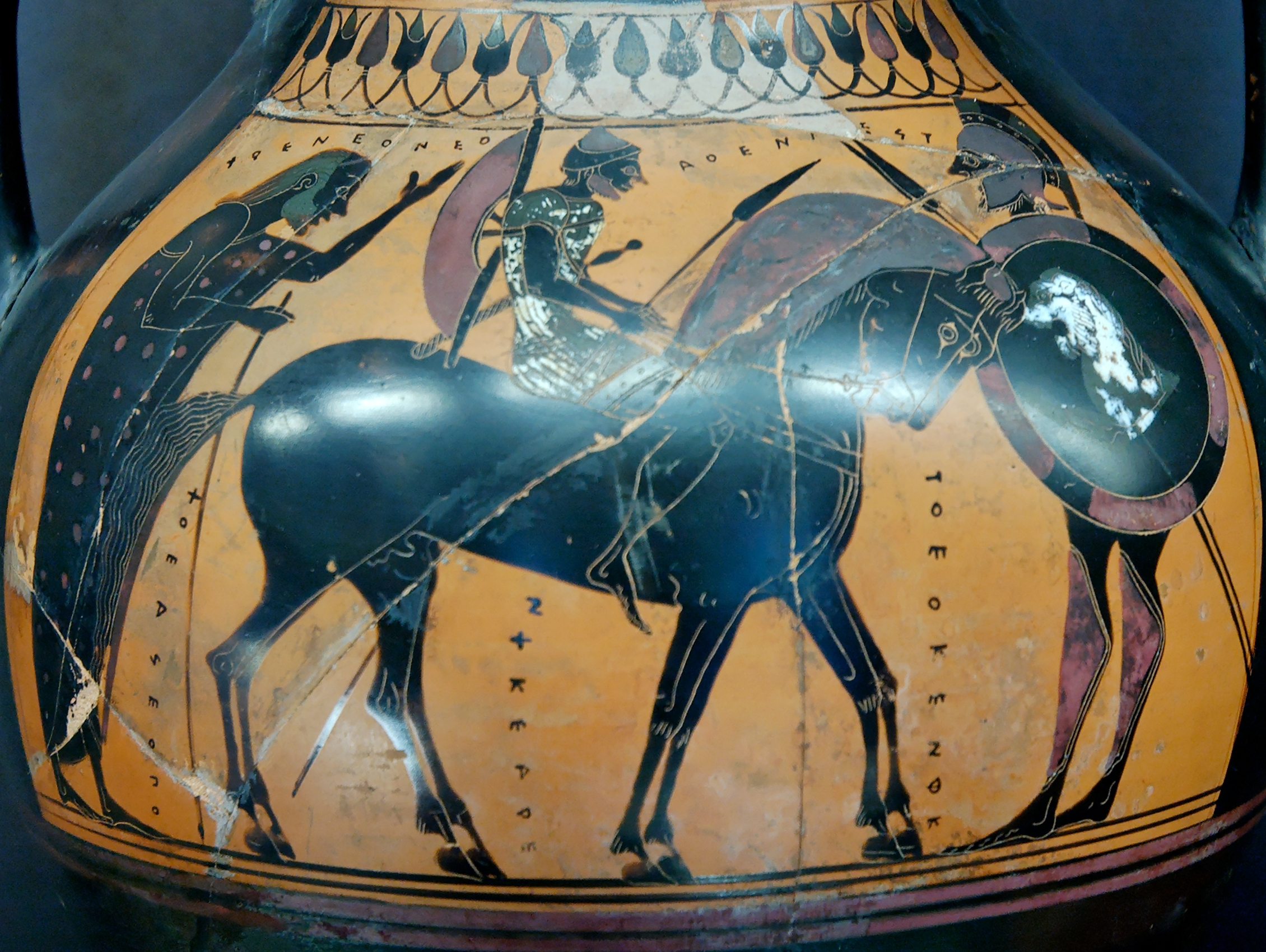
Voll bewaffneter Reiter (Griechenland, um 550 v. Chr.)

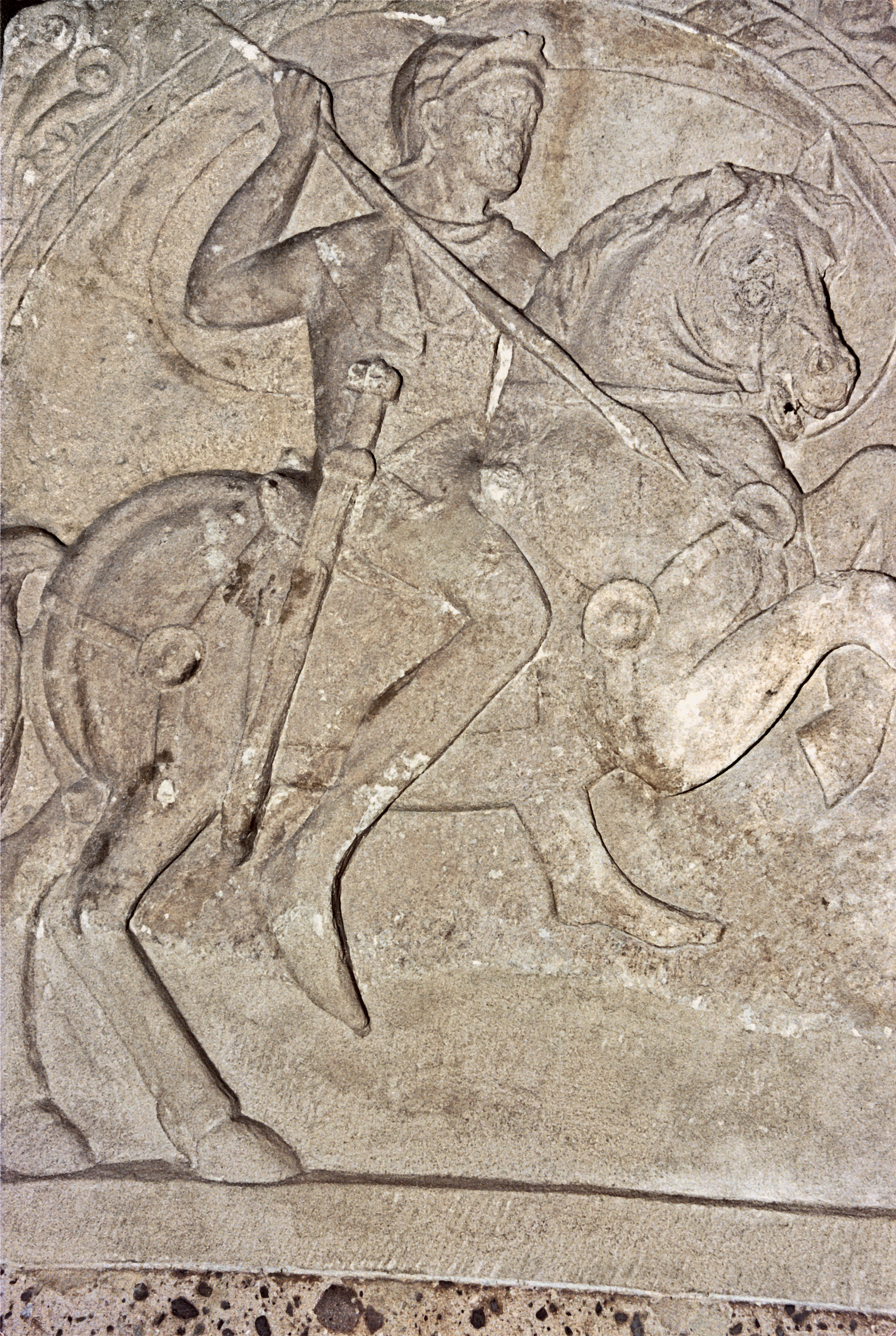
Römischer Hilfstruppenkavallerist aus dem Köln flavischer Zeit

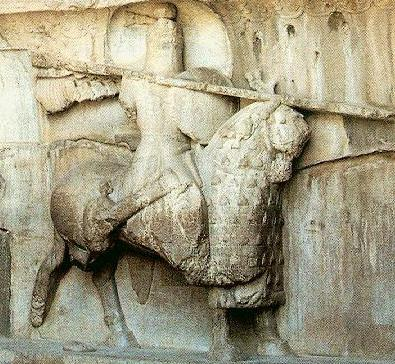
Sassanidischer Panzerreiter (Kataphrakt)

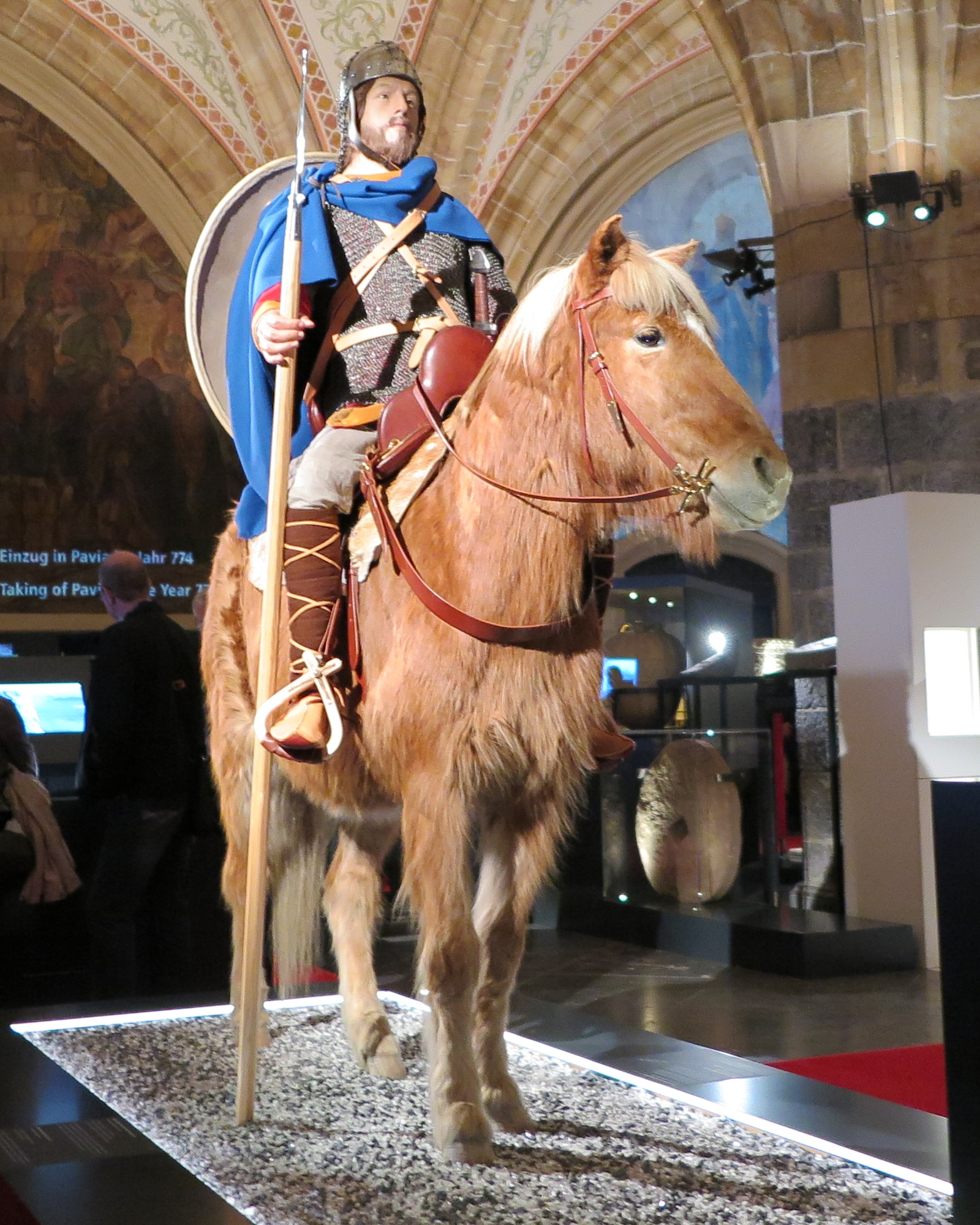
Karolingischer Panzerreiter (8.–10. Jh.)

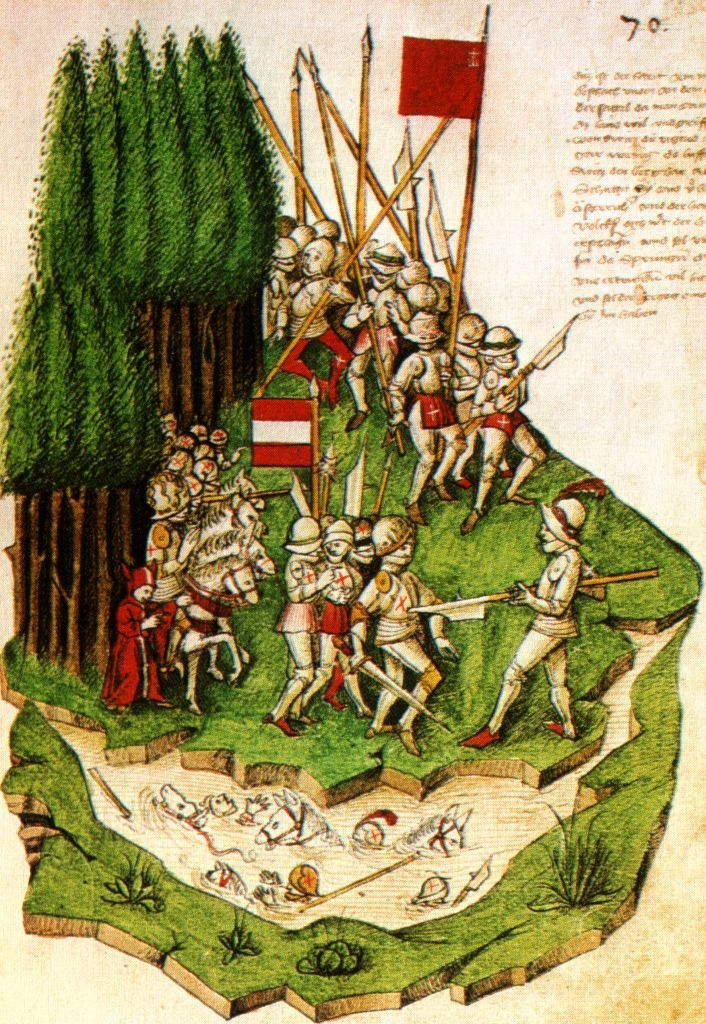
Schlacht am Morgarten

Das Wort „Kavallerie“ wurde gegen Ende des 16. Jahrhunderts dem gleichbedeutenden französischen Wort cavalerie entlehnt, das wiederum auf das gleichbedeutende italienische cavalleria zurückgeht. Das Wort ist wiederum eine Ableitung des italienischen cavaliere (deutsch Reiter), das von cavallo bzw. caballus (italienisch/lateinisch für ‚Pferd‘) abgeleitet ist. Ein erster schriftlicher Beleg auf Deutsch wird auf das Jahr 1569 datiert.
Aufgrund der etymologischen Herleitung werden üblicherweise nur mit Pferden berittene Truppen als „Kavallerie“ bezeichnet, auch wenn in Wüstenregionen zuweilen auch Kamele als militärische Reittiere eingesetzt wurden. Kriegselefanten werden nicht als Teil der Kavallerie betrachtet, ebenso wenig einzelne berittene Offiziere anderer Waffengattungen oder zu Reitzwecken verwendete Tragetiere.

## Geschichte
Die Kavallerie war neben der Infanterie die wichtigste, bisweilen sogar stärkste militärische Truppengattung während der Antike, des Mittelalters und der Renaissance. Während der Kreuzzüge spielte sie eine wichtige Rolle. In der militärischen Taktik waren berittene Einheiten bis zum Ende des 19. Jahrhunderts ein wichtiger Faktor.
Mit ihren Vorzügen – Mobilität, Schnelligkeit und Durchschlagskraft – stellte die Reiterei eine Erweiterung taktischer Möglichkeiten dar. Wahrscheinlich entstanden die ersten Pferderüstungen im antiken Zentralasien. Die an die eurasischen, von Reiternomaden bevölkerten Steppen angrenzenden Hochkulturen mussten sich durch den Aufbau eigener Reiterheere an Waffentechnik und Kriegstaktik der Nomadenvölker angleichen. Zuerst erfolgte diese Verreiterung wohl in China.
In Persien, in Osteuropa und Byzanz wurden Reiter und Schlachtrosse schon ab der Spätantike mit einem Überwurf aus Schuppen- oder später Kettengeflecht geschützt. Zur Ausrüstung der Reiter gehörten der Metallhelm, die Stoßlanze, das lange Reiterschwert, Pfeil und Bogen und (seit dem 6. Jahrhundert bei den Awaren) der Steigbügel. Im Fränkischen Reich stand die Entstehung des naturalwirtschaftlich fundierten Lehnswesens in engem Zusammenhang mit der Notwendigkeit einer dezentralen Beschaffung von Waffen und Futter durch die Reiterkrieger selbst, mit einer Agrarreform, dem verstärkten Anbau von Futterpflanzen und dem Rückgang der Bedeutung der Geldwirtschaft.
Der effektivste Gegner der Kavallerie im Mittelalter waren die Pikeniere, die mit langen Stoßlanzen versuchten, die Pferde zu töten oder den Reiter aufzuspießen. Deshalb schützte man Schlachtrösser – ebenso wie den Reiter – in West- und Mitteleuropa seit dem 14. Jahrhundert mit dem so genannten Rossharnisch aus Metallplatten. Allerdings versetzte bereits der Einsatz von Pikenieren und das entsprechende Ergebnis dem Ruf der Kavallerie einen schweren Schlag.
Der Wechsel zu neuen Taktiken verhalf der Kavallerie bis zur napoleonischen Ära erneut zu einer dominierenden Rolle auf dem Schlachtfeld. Die ständige Verbesserung der Feuerwaffen im Lauf des 19. Jahrhunderts war dann der wichtigste Faktor für den Niedergang der Kavallerie und deutete sich im Krimkrieg, amerikanischen Bürgerkrieg und im Deutsch-Französischen Krieg von 1870/71 an, die Einführung des rauchlosen Pulvers und des Maschinengewehrs am Ende des Jahrhunderts führte vollends im Ersten Weltkrieg auf das Ende der traditionellen Schlachtenkavallerie hin.
Spätestens im Ersten Weltkrieg wurde dies auch den letzten konservativen Truppenführern bewusst, als bereits zu Beginn an der Westfront Kavallerieattacken gegen das Feuer der Infanterie nicht mehr durchdrangen, oder Teilerfolge in keinem Verhältnis mehr zu den dabei erlittenen Verlusten standen (vgl.: Gefecht bei Lagarde 1914). Lediglich an der Ostfront konnten Kavallerieeinheiten noch im begrenzten Umfang, vor allem für Aufklärungszwecke eingesetzt werden. Die letzte erfolgreiche Attacke eines berittenen Großverbandes wurde am 31. Oktober 1917 unter General Edmund Allenby von der australischen 4th Light Horse Brigade und der britischen 5th Mounted Brigade, beide als Dragoner berittene Infanterie, bei der Eroberung von Be’er Scheva geführt.
Zu Beginn des Zweiten Weltkrieges bestanden in den meisten Staaten nur mehr im geringen Umfang berittene Truppen, auch wenn mancherorts noch gepanzerte oder motorisierte Verbände aus Traditionsgründen die Namen von Kavallerieregimentern führten. Nur in Polen bestand noch ein beträchtlicher Teil des Heeres tatsächlich aus Kavallerie, die auch als solche gegen die deutschen Invasoren eingesetzt wurde. Angriffe auf deren Infanterie waren zuweilen durchaus erfolgreich, änderten aber nichts am Verlauf des Krieges. Die Behauptung, dass polnische Kavallerie deutsche Panzer angriff, weil sie die Fahrzeuge für Attrappen hielt, ist allerdings unwahr und entstammt der deutschen Propaganda, die damit die Überlegenheit der deutschen Wehrmacht augenfällig illustrieren wollte.
In den Westfeldzügen wurde von keiner der Parteien Reiterei eingesetzt. Deutschland verfügte zu Beginn des Deutsch-Sowjetischen Krieges 1941 über eine einzige Kavalleriedivision, die zentral durch die Prypjatsümpfe vorrückte. In den Weiten Russlands stellten die Achsenmächte zur Sicherung des rückwärtigen Raumes und offener Flanken jedoch erneut Kavallerietruppenteile auf, die in bewegungsungünstigen Räumen, insbesondere auf dem Balkan eingesetzt wurde.
Auch heute noch führen in einigen Staaten einige Regimenter aus Traditionsgründen ihre alten Kavallerie-Bezeichnungen, obwohl sie längst mit modernen Panzerfahrzeugen ausgestattet sind.
Bei der US-Armee wurden ab 1964 für den Krieg in Vietnam aus ehemaligen (inzwischen motorisierten) Kavallerie-Regimentern Luftlandeverbände mit Hubschraubern aufgestellt; auch hier hielt man an der Bezeichnung Kavallerie fest.
Bei der Bundeswehr untersagt deren Traditionserlass aufgrund des Ausmaßes der Beteiligung der Wehrmacht an den Verbrechen der nationalsozialistischen Diktatur die Pflege von Verbandstraditionen aus vordemokratischer Zeit. Die Heeresaufklärungstruppe – zuvor Panzeraufklärungstruppe – hat allerdings mit der Aufklärung als Hauptaufgabe der leichten Kavallerie die goldgelbe Waffenfarbe der Kavallerie für Kragenspiegel und Litzen der Uniformen sowie die Verbandsabzeichen übernommen. Die Barettabzeichen der Heeresaufklärungs- und Fernspähtruppe weisen als Symbol zwei stilisierte gekreuzte Lanzen auf.

### Kavallerie der Antike und des Mittelalters
Die Unterscheidung zwischen schwerer und leichter Kavallerie richtete sich nach der Panzerung, Ausrüstung und Bewaffnung der Reiter sowie Statur der Pferde.

#### Leichte Kavallerie mit Bogen
Die Hyksos gelten als die Ersten, die das Pferd systematisch für Kriegszwecke einsetzten und die Reit- und Streitwagenkultur nach Altägypten brachten. Wagen und möglicherweise auch Reittiere waren dabei mit Bogenschützen besetzt. Berittene Bogenschützen waren eine wirkungsvolle Waffengattung, die Völker verschiedener Epochen und Kontinente unabhängig voneinander perfektionierten.
Zu den ältesten bekannten Bogenreitern gehören die Skythen. Sehr bekannte Reitervölker der Geschichte, die auf ähnliche Weise kämpften, sind Hunnen, Mongolen und Awaren.
Die Reitertruppen des osmanischen Reiches besaßen mit den Sipahis eine spezialisierte Einheit reitender Bogenschützen.
Jedoch setzten nicht alle Reitervölker diese Kampftaktik ein; so legten die südamerikanischen Ureinwohner mit der Übernahme des Pferdes im 16. Jahrhundert den zuvor benutzten Pfeil und Bogen ab und kämpften danach mit Lanze und Bola.

##### Ausrüstung
Die leichte Reiterei benutzte kleine, schnelle und wendige Pferde. Die Reiter trugen keine oder nur leichte Rüstung. Die klassischen Reitervölker benutzten kurze, starke Bögen von großer Kraft und Reichweite. Die sogenannten Kompositbögen vieler Reitervölker bestehen aus bis zu 16 verleimten Holz- und Hornteilen. Der Vorteil von Sehnen und Horn besteht in ihrer höheren Fähigkeit, Energie zu speichern und auch wieder (an den Pfeil) abzugeben. Die Effizienz eines solchen gut gebauten Kompositbogens mit entsprechender möglicher Formgebung ist höher als die eines konventionellen Bogens aus Holz, der bei gleicher Form sofort brechen würde. Mongolische und türkische Reiterbögen hatten ein Zuggewicht von durchschnittlich 75 Pfund und schossen speziell abgestimmte leichte Pfeile 500 bis 800 m weit.
Diese Kompositbögen waren in Reichweite und Durchschlagskraft dem Langbogen durchaus ebenbürtig. Mit speziellen „panzerbrechenden“ Pfeilen war es beispielsweise den mongolischen Reitern möglich, auch schwere Rüstungen zu durchschlagen.

##### Taktik
Reiterarmeen konnten feindliche Truppen auf Distanz mit Pfeilen überschütten und mussten sich nie auf Nahkämpfe einlassen. Langsamere Gegner ohne wirkungsvolle Fernwaffen waren oft chancenlos. So vernichteten die Reitertruppen des Partherreiches in der Schlacht bei Carrhae (53 v. Chr.) die Legionen des Crassus. Bei ihrem Einfall nach Zentral- und Westeuropa im 9. und 10. Jahrhundert verbreiteten die Ungarn als berittene Bogenschützen Angst und Schrecken im gesamten West- und Ostfränkischen Reich.
Die großen Schwächen berittener Bogenschützen waren ihr Platzbedarf und ihre leichte Ausrüstung. Wenn sie auf engem Raum zum Nahkampf mit besser gepanzerten Gegnern gezwungen waren, unterlagen sie meist. Außerdem waren sie nicht für die Teilnahme an Belagerungen geeignet. Gute Reitertruppen benötigten viel Ausbildung und sehr gute Pferde. Die klassischen Reitervölker wie Hunnen oder Mongolen lebten praktisch auf dem Pferderücken.
Eine Kriegslist der türkischen und hunnischen „Steppenreiter“ bestand darin, in einem scheinbar chaotischen Frontalangriff auf den Feind zuzugaloppieren. Ohne Feindberührung – oder nach kurzem Geplänkel – machten sie kehrt und ließen den Gegner im Glauben, sie würden flüchten oder sich neu formieren. Ließ sich der Feind von dieser List täuschen, so nahm er die Verfolgung auf, um die Reitertruppe zu zerschlagen. Der Scheinrückzug der Kavallerie lief nun geplant in der Mitte schneller als an den Flügeln, so dass der Gegner in der Mitte weiter vordringen konnte und dann in einer halbmondartigen Formation in die Zange genommen wurde. Die geschickten Bogenschützen konnten dabei in vollem Galopp 180° nach hinten gewendet ihre tödlichen Pfeile schießen. Diese Kriegslist, gepaart mit der Treffsicherheit der leichten Reiterei, zog die Formation der Feinde auseinander und schuf die Voraussetzung für einen neuerlichen, meist entscheidenden Angriff auf die sich lichtenden Reihen der Gegner.
Eine andere Kavalleriegattung mit zielsicheren Bogenschützen waren die osmanisch-türkischen Sipahis. Dabei lernten die Sipahis in jahrelanger Übung, genau dann ihre tödlichen Pfeile abzuschießen, wenn alle vier Beine ihres Pferdes in der Luft verharrten, und somit keine Erschütterung die Zielgenauigkeit beeinträchtigen konnte.
Die Schlacht von Doryläum im Ersten Kreuzzug veranschaulicht Vor- und Nachteile der berittenen Bogenschützen: Es gelang den Reiterpulks des seldschukischen Sultans Kılıç Arslan I., ein Heer der Kreuzfahrer einzukreisen und auf Distanz zu beschießen. Die Ritter konnten dem Pfeilhagel wenig entgegensetzen. Plötzlich erschien Verstärkung unter Gottfried von Bouillon, und die Seldschuken sahen sich ihrerseits eingekreist. Sie konnten nicht mehr fliehen und wurden im Nahkampf vernichtend geschlagen. Die Niederlage der Seldschuken bei Doryläum war so vollständig, dass die Kreuzfahrer praktisch unbehelligt Anatolien durchqueren konnten.

#### Schwere Kavallerie mit Lanzen

##### Antike
Die ersten schwer gepanzerten Lanzenreiter waren die Cataphracti und Clibanarii der Sarmaten, Parther, Sassaniden, der späten Römer und Byzantiner.

##### Mittelalter
Im Mittelalter setzte man in West- und Mitteleuropa zuerst im Fränkischen Reich auf schwere Reiter, es entstanden die sogenannten Fränkischen Panzerreiter.
Zu Beginn des 8. Jahrhunderts kam auch in Europa der Steigbügel auf, der sich als vorteilhaft für die schwere Reiterei erwies. Insbesondere in Verbindung mit einem hohen Sattel ermöglichte er es der schweren Reiterei, im vollen Galopp einen Lanzenstoß auszuführen, ohne dabei vom Pferd zu fallen. Außerdem erschwerten es Steigbügel und Sattel dem Fußvolk, einen Reiter vom Pferd zu zerren.
Im Hochmittelalter entwickelte sich in West- und Mitteleuropa die Truppengattung der Ritter. Sie kämpften mit einer langen Lanze, trugen schwere Ketten- und Plattenpanzerung und ritten auf Schlachtrössern, die speziell für den Kampf und das Tragen von hohem Gewicht trainiert wurden.

##### Taktik
Die Ritter griffen im schnellen Ritt und zum Teil in mehreren Angriffswellen mit der Lanze als Primärwaffe an und durchbohrten den Gegner. Die schweren Lanzen wurden nach dem Lanzenangriff fallen gelassen und der Kampf wurde mit den Sekundärwaffen (Schwert, Axt, Streitkolben oder ähnliches) weitergeführt. Mit ihren schweren Schlachtrössern wurde gegnerisches Fußvolk niedergeritten. Wurde ein Fußsoldat von einer unter die Achsel eingelegten Ritterlanze aus vollem Galopp getroffen, wurde er meist mit solch einer Wucht weggeschleudert, dass er mehrere seiner Hintermänner umwarf. Zudem war die psychologische Wirkung hunderter gepanzerter Reiter, die in einer Linie in vollem Galopp angriffen, insbesondere gegen undisziplinierte Truppen sehr wirksam. Diese Methode des Angriffs war wirksam, aber hing von vielen Faktoren ab. Folgende Taktiken waren meist effektiv gegen schwere Reiterei:
- Fernwaffen: Sowohl der Langbogen als auch die Armbrust konnten den Rittern gefährlich werden. Obwohl die schwere, adlige Reiterei des Mittelalters oftmals zu Fuß kämpfte oder zumindest aussichtslose Frontalangriffe vermied, kam es mehrfach vor, dass Ritterheere einen ihren Kriegeridealen entsprechenden Angriff führten. Die Folgen waren immer verheerend: Bei Crécy (1346) und Poitiers (1356) erlitten die französischen Ritter schwere Verluste gegen englische Langbogenschützen; bei Azincourt (1415) starben über 5.000 Ritter im Pfeilhagel.
- Stangenwaffen: Die langen Spieße der flämischen Bürger, der Schotten und Schweizer (Pikeniere) waren eine gute Wahl. Die Kämpfer standen in enger Formation wie die antike Phalanx. Im Kampf gegen die Schotten erwiesen sich die englischen Ritter als ebenso borniert und hochmütig wie ihre französischen Kollegen. In den Schlachten von Stirling Bridge (1297) und Bannockburn (1314) unterlagen sie gegen die Schotten. Als erste ahmten die unterlegenen Engländer diese Taktik erfolgreich gegen die Franzosen nach, von den Schweizern wurde sie perfektioniert. Jetzt war die Formation trotz inzwischen länger gewordener Lanzen für Ritter fast undurchdringlich. Die mit Piken bewaffneten Pikeniere waren bis zum Ende des Dreißigjährigen Krieges wichtige Truppen. Als Gegentaktik im Kampf gegen Pikenträger entwickelte die schwere Reiterei in der frühen Neuzeit Manöver wie zum Beispiel die Caracolla.
- Feldbefestigungen: Um die gegnerische Reiterei zu bremsen, wurden im Feld gelegentlich Hilfsbefestigungen angelegt. Beispiele dafür sind in den Boden gerammte zugespitzte Pfähle (Schlacht von Azincourt) oder Wagenburgen (Schlacht bei Tachau).
- Das Nutzen von Geländevorteilen: Lanzenreiter benötigten festen, ebenen Boden und genug Platz für ihren Angriff. Ein kluger Gegner vermied die Schlacht auf offenem Feld und stellte sich lieber in sumpfigem, bergigen oder bewaldetem Terrain zum Kampf. Dies taten die Schotten bei Bannockburn und Stirling, ebenso die Flamen bei Kortrijk. Die Schweizer Eidgenossen besiegten die österreichischen Ritter in der Schlacht bei Morgarten (1315), indem sie das Ritterheer an einer engen Stelle zwischen einem Abhang und einem Sumpf angriffen. Die Bauern von Dithmarschen stellten sich im Jahr 1500 bei Hemmingstedt der Armee des dänischen Königs entgegen. Sie öffneten Deiche und überfluteten das Land. War das Gelände für einen Reiterangriff schlecht geeignet, kämpften englische Ritter oftmals zu Fuß und verwendeten ihre Lanzen dabei wie Piken. Zu Fuß kämpfende Ritter nannte man in England Men-at-Arms.
- Guerillakriegsführung: Ein Feind, der blitzschnell zuschlagen und wieder verschwinden konnte, war für schwere Reiter ein ernstes Problem. Es war daher wichtig, immer auch genug leichte Kavallerie zu haben.

Man geht heute davon aus, dass ein Großteil der Ritter in vielen mittelalterlichen Schlachten zu Fuß kämpfte. Nur bei idealen Geländebedingungen und Unterstützung durch Fernkämpfer führte man den Angriff auf einem Schlachtross durch. War das gegnerische Fußvolk mit Stangenwaffen ausgerüstet und kämpfte in dichter Formation, täuschten die Ritter einen Angriff vor und machten sofort kehrt. Viele Fußsoldaten hielten dies für eine Flucht und nahmen die Verfolgung auf, wobei sich ihre Formation auflöste. Die Ritter machten in dieser Situation wieder kehrt und ritten das Fußvolk nieder. Eine solche Taktik kam beispielsweise in der Schlacht von Hastings 1066 zum Einsatz.

### Kavallerie der Neuzeit bis 1918
Die Kavallerie verlor im Verlauf der Zeit aufgrund des Aufkommens der Feuerwaffen ihre Rolle als primäre Offensivwaffengattung an die Infanterie, auch wenn es während der Napoleonischen Kriege noch zu einer vorübergehenden Blütezeit der Reiterei kam.
Während Luntenschloßmusketiere anfangs noch durch Pikeniere gegen Kavallerie geschützt werden mussten, wurde dies mit der Einführung von Bajonetten überflüssig, da sich damit ausgerüstete Infanteristen bei entsprechendem Ausbildungsstand recht effektiv gegen Kavallerie behaupten konnten. Infanterie formierte sich etwa ab dem 17. Jahrhundert bei einem Kavallerieangriff zum Karree, das in alle Richtungen feuern konnte und bei dem meist zwei oder drei Reihen von Soldaten mit Bajonetten Säbelhiebe erfolgreich abwehren konnten. Die Effektivität einer solchen Formation zeigte sich z. B. in der Schlacht von Waterloo, als fast die gesamte schwere Kavallerie Napoleons mehrere Angriffe auf die im Karree formierte Infanterie Wellingtons ritt, um von diesen weitgehend ohne größere eigene Verluste zusammengeschossen zu werden. Mit der Einführung von Minié-Geschossen ab Mitte des 19. Jahrhunderts wurde die Reichweite und vor allem Zielgenauigkeit von Vorderladern so erhöht, dass Frontalangriffe auf vorbereitete Infanterie zu ausgesprochen verlustreichen Aktionen wurden. Zwar blieben Kavallerieangriffe weiterhin eine Gefahr für Infanterieeinheiten, vor allem wenn es die Kavallerie schaffte, ihre Gegner unvorbereitet zu treffen oder diese in Panik zu versetzen. Allerdings wurde es für reine Kavallerieangriffe immer schwieriger. Spätestens mit dem Beginn des durch Schützengräben, Minenfelder und Maschinengewehre bestimmten Stellungskrieges im Ersten Weltkrieg waren Kavallerieangriffe weitestgehend obsolet. Die Rolle der Kavallerie beschränkte sich daher meist auf den Einsatz als Aufklärer und als berittene Infanterie.
Im Verlauf der Zeit wurde die Kavallerie zunehmend auch mit Schusswaffen ausgerüstet, allerdings waren die meist kürzeren Gewehre aufgrund von Größe- und Handlichkeitsbeschränkungen auf dem Pferderücken denen der Infanterie unterlegen, weshalb für das berittene Gefecht Blankwaffen stets die Hauptbewaffnung blieben. Für einen Angriff formierten sich die Reiter meist mehrere Glieder tief, die mit einigem Abstand zueinander auf den Feind losritten und dabei durch Trompetensignale koordiniert langsam ihre Geschwindigkeit erhöhten.
In den stehenden Heeren der Neuzeit hatten sich vier Haupttypen der Kavallerie herausgebildet, wobei es oft Überschneidungen gab:

#### Ulanen und andere Lanzenreiter

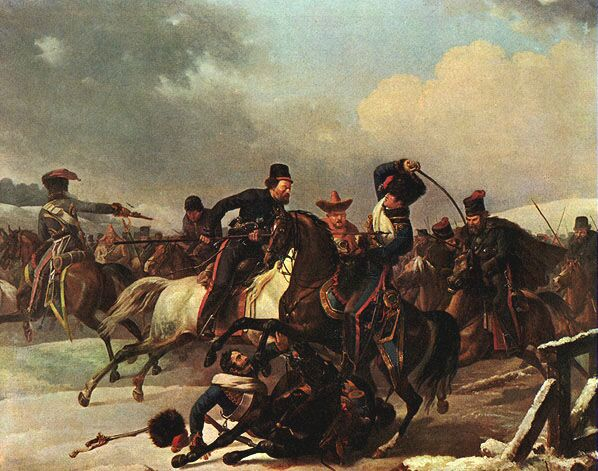
Kosaken verfolgen französische Reiterei, Russlandfeldzug 1812

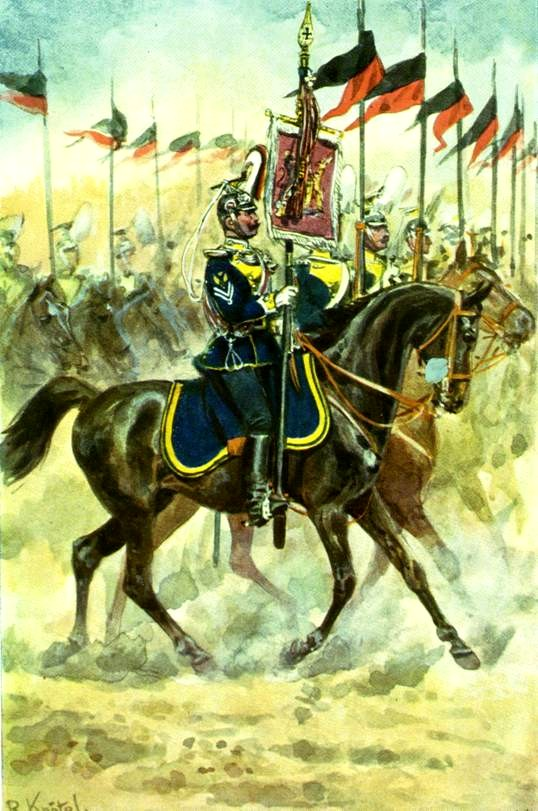
Ulanen-Regiment „König Wilhelm I.“ (2. Württembergisches) Nr. 20 (1909)

Die Lanzierer bildeten die älteste Kavalleriegattung der Neuzeit. Sie waren meist durch einen vollständigen Plattenpanzer oder zumindest durch einen Trabharnisch, der bis zu den Knien reichte, geschützt. Ihre Hauptwaffe war die Lanze, doch in der zweiten Hälfte des 16. Jahrhunderts gingen sie dazu über, auch Radschlosspistolen mit sich zu führen. Lanzierer ritten auf schweren Schlachtrössern, die oftmals durch einen Rossharnisch geschützt wurden. Bis zum Beginn des 17. Jahrhunderts gingen die Lanzierer in die Truppengattung der Kürassiere auf.
Nach dem Verschwinden der Lanzierer schien die Lanze als militärische Waffe ausgedient zu haben. Trotzdem wurden im 18. Jahrhundert in mehreren europäischen Staaten kleine und meist kurzlebige Verbände von leichten Lanzenreitern aufgestellt, z. B. in Frankreich die Volontaires de Saxe. Man führt die Entstehung der Ulanen-Einheiten auf die Traditionen der Mongolen und Tataren zurück, die sich im Großfürstentum Litauen, also im späteren Osten der Polnisch-Litauischen Union ab dem 14. Jahrhundert niederließen. Das Wort „Ulanen“ kommt wahrscheinlich von dem türkischen Wort „oglan“ (Bedeutung: junger Mann) oder das Wort „oglan“ kommt aus der mongolischen Sprache und bedeutet in etwa „tapferer Krieger“.
Die ersten auch wirklich so benannten Ulanenregimenter sind im frühen 18. Jahrhundert in Polen anzutreffen. Dort hatten Lanzenreiter stets den Großteil der Reiterei (Hussaria) ausgemacht, und als nach den Teilungen Polens zahlreiche polnische Freiwillige unter den Fahnen der französischen Republik für die Freiheit ihrer Heimat kämpften, nutzte Frankreich deren traditionelles Geschick im Umgang mit der Lanze, um aus ihren Reihen die ersten französischen Ulanenregimenter (chevau-légers lanciers = leichte Lanzenreiter) aufzustellen. Russland und Österreich hatten ihrerseits aus den in den polnischen Teilungen „erbeuteten“ polnischen Landeskindern Ulanenregimenter rekrutiert. Preußen stellte auch eine reguläre Ulaneneinheit auf, das Regiment Towarczys. Andere Länder wie Großbritannien folgten dem Beispiel erst nach dem Ende der napoleonischen Kriege und stellten gleichfalls Ulanen-Verbände auf. Die Kategorisierung dieser Einheiten war unterschiedlich: Österreicher und Russen setzten sie v. a. als leichte Reiterei ein, die Franzosen und Preußen hingegen mehr als Schlachtenkavallerie.
In Deutschland verordnete Kaiser Wilhelm II. 1888 der gesamten Kavallerie die Lanze, so dass bei Ausbruch des Ersten Weltkrieges die deutsche Reiterei faktisch aus Ulanen bestand, wenn auch die anderen Kavalleriegattungen ihre angestammten Bezeichnungen und Uniformen behielten. Im Stellungskrieg stellte sich jedoch die Nutzlosigkeit der Lanzen für die moderne Kriegsführung heraus. Lediglich das wiedererstandene Polen gab die Lanzen nicht auf und stattete noch den Großteil seiner Reiterei neben Säbeln, Pistolen, Gewehren usw. damit aus. Beim Versuch, den Überfall auf Polen 1939 abzuwehren, griffen polnische Ulanen letztmals auch mit der Lanze an.
Die Uniform der Ulanen orientierte sich international oft an der polnischen Krakauer Nationaltracht, insbesondere an der charakteristischen Mütze mit dem viereckigen Oberteil (Rogatywka), die in ihrer militärischen Form Tschapka genannt wurde. Auch ein breiter Stoffbesatz auf der Brust (Plastron) der Uniformjacke (Kurtka bzw. Ulanka) war typisch für die Ulanen aller Länder. Neben der Lanze, dem Säbel und den Pistolen waren sie seit etwa 1800 häufig auch mit einem Karabiner bewaffnet.
Die Kosaken, ursprünglich Wehrbauern in der russischen Steppe, stellten ab dem späten 16. Jahrhundert die größte europäische Kavallerie-Streitmacht dar und galten im 19. Jahrhundert als die effektivste leichte Reiterei. In den Befreiungskriegen stellten Polen und Preußen eigene Kosakenverbände auf, denen jedoch der soziale und kulturelle Hintergrund der „echten“ Kosaken fehlte. Im Zarenreich wurden die Kosaken oft zur Bekämpfung innerer Unruhen eingesetzt und erwarben sich bei organisierten Übergriffen auf die jüdische Bevölkerung (Pogrome) einen zweifelhaften Ruf. Im Russischen Bürgerkrieg kämpften die Kosaken überwiegend auf Seiten der Revolutionsgegner, da sie den Sozialismus als Bedrohung ihrer Privilegien und Lebensart betrachteten. Die Kosakeneinheiten der Roten Armee knüpften militärisch und optisch an die Tradition der zaristischen Kosaken an, ohne dass sie deren gesellschaftliche Strukturen übernahmen. Im Zweiten Weltkrieg ließen sich insbesondere Mitglieder von früher zaristischen Kosakenfamilien von Deutschland zur Kollaboration anwerben. Hinsichtlich der Kleidung konnte sich bei den Kosaken erst Ende des 18. Jahrhunderts eine Uniformierung durchsetzen, die dennoch der russischen Nationaltracht (weiter Kaftan und Pluderhosen) verbunden blieb. Im späten 19. Jahrhundert näherte sich die Bekleidung der üblichen Uniformierung. Weite Reithosen und Pelzmützen blieben jedoch bis zum Schluss charakteristisch.

#### Kürassiere und schwere Kavallerie

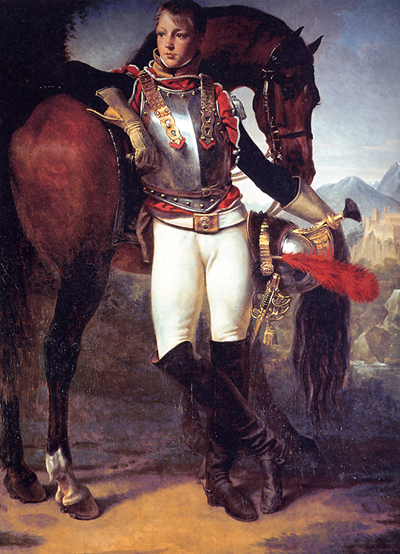
Französischer Kürassier, napoleonische Epoche

Die Kürassiere entstanden in den 1540er Jahren und wendeten zunächst fast nur die Taktik Caracolla an. Als schwere Reiterei bildeten sie Angriffspitzen. Bis in das 17. Jahrhundert hinein trugen die meisten Kürassiere einen Trabharnisch, später den Kürass. Bewaffnet waren sie mit Pistolen (später oft auch einem Karabiner) sowie einem Pallasch, der im Laufe der Zeit zur Hauptwaffe wurde. In manchen europäischen Heeren bestanden bis in den Ersten Weltkrieg hinein Kürassier-Regimenter.
Die Karabiniers entstanden in Frankreich im 17. Jahrhundert als Elitekompanien der schweren Kavallerie und waren mit einem Karabiner ausgerüstet, wovon sich der Name auch herleitet. In Frankreich 1693 zu einem Regiment zusammengefasst, leisteten sie bis 1809 gleich den Dragonern auch Dienst zu Fuß, erhielten dann aber den Vollkürass und waren dann ausschließlich schwere Kavallerie, eine Rolle, die sie in England und Österreich stets innehatten. In Italien entwickelten sich aus ihnen die später primär mit zivilpolizeilichen Aufgaben betrauten Carabinieri.
Als Kavallerie im engeren Sinne verstand man bis über die Mitte des 18. Jahrhunderts allgemein nur die schwere Kavallerie, die man manchmal auch als Linien- oder Schlachtenkavallerie bezeichnete. Ihre Verbände führten meist noch den Namen „Regiment zu Pferd“. In Großbritannien wurden die „Regiments of Horse“ (mit Ausnahme der Horse Guards) aus Kostengründen in Dragoon Guards umbenannt, ohne dass sich an Ausrüstung oder Auftrag etwas änderte. Meist war die schwere Kavallerie wie die Kürassiere ausgestattet, jedoch verschwand im Lauf des Jahrhunderts vielerorts der Kürass ganz oder wurde nur mehr als Halbküraß getragen. Erst als in Frankreich 1803 die gesamte schwere Kavallerie den Vollkürass erhielt, wurde dieser wieder in weiten Teilen Europas populär und hielt sich teilweise bis zum Beginn des Ersten Weltkrieges.

#### Dragoner

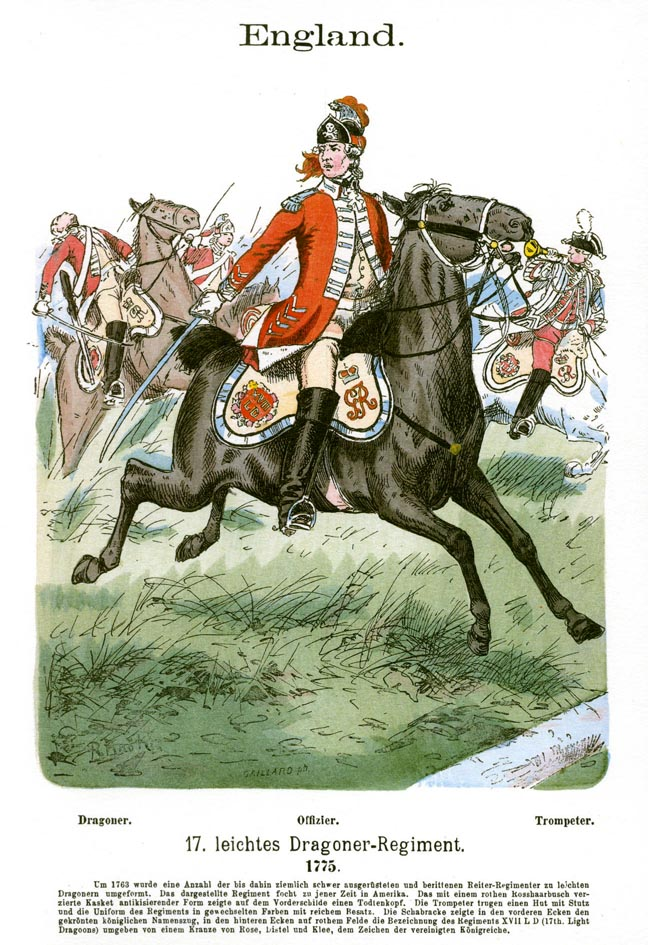
Britisches 17th Regiment of (Light) Dragoons im Amerikanischen Unabhängigkeitskrieg mit Kaskett (1775)

Die Dragoner bildeten seit dem 16. Jahrhundert als berittene Infanterie eine neue Gattung der berittenen Truppen, die zum Kampf absaß. Obwohl sie bereits im 17. Jahrhundert auch das Gefecht zu Pferde führten, erhielten sie in den meisten Armeen erst im 18. Jahrhundert offiziell den prestigeträchtigen Status echter Kavallerie. Die Bezeichnung Dragoner wurde wahrscheinlich nach dem französischen dragon benannt, einer Handfeuerwaffe zwischen kleinem Karabiner und Pistole. Die Arkebusierreiter bestanden bis ins frühe 17. Jahrhundert als Sonderform und leiteten ihren Namen von Arkebuse her. Dieses Radschlossgewehr war kürzer und leichter als die Muskete. Wie bei der Infanterie verschwand die Passivbewaffnung (Helm und Harnisch) im Verlauf des 17. Jahrhunderts weitgehend. Blankwaffen ergänzten die Bewaffnung. Bis zu Beginn des 18. Jahrhunderts wandelten sich die Dragoner fast überall zu echter Kavallerie. Frankreich setzte 1809 die Dragoner wieder als Infanterie ein, diese abgesessenen Dragoner mussten aber ihre Pferde an andere Kavallerieverbände abgeben und waren somit keine echte Reiterei mehr. Je mehr die Dragoner echte Reiterei wurden, desto mehr verdrängte der Karabiner die Muskete. Hinzu kamen Pistolen und Pallasch oder Degen. Die im späteren 18. Jahrhundert (z. B. in Großbritannien, Hessen-Kassel und Hannover) aufkommenden leichten Dragoner, hatten ähnliche Aufgaben wie die Husaren und waren wie diese mit einem Säbel als Blankwaffe ausgestattet. Die Uniformierung der Dragoner folgte häufig dem Vorbild der Infanterie, jedoch mit kavallerietypischen Abweichungen wie z. B. Reitstiefel und -hosen. Im 19. Jahrhundert waren Helme weit verbreitet. Die für den Kolonialdienst aufgestellten Kavallerieverbände wurden oft nach Art der ursprünglichen Dragoner als berittene Infanterie verwendet.

#### Husaren und leichte Kavallerie

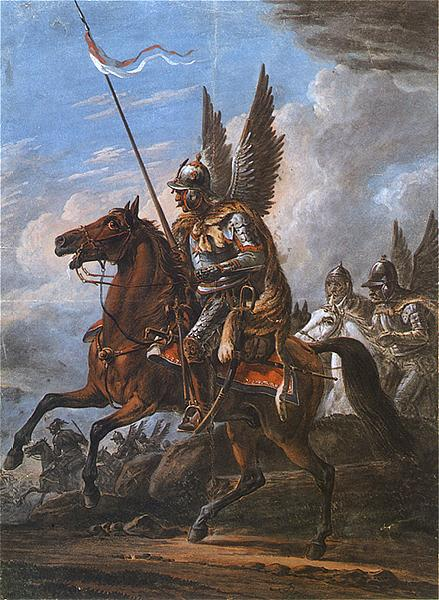
Polnischer Flügelhusar, 17. Jh.

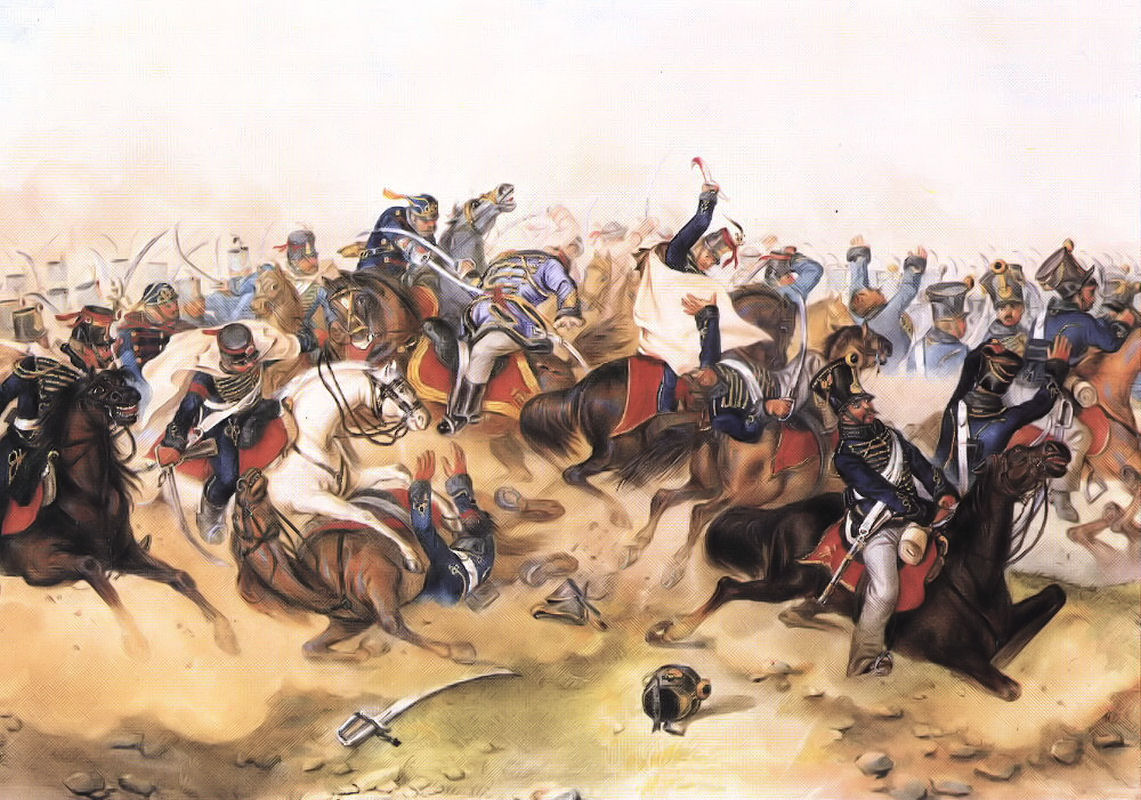
Husaren beider Seiten im Ungarischen Unabhängigkeitskrieg (1849)

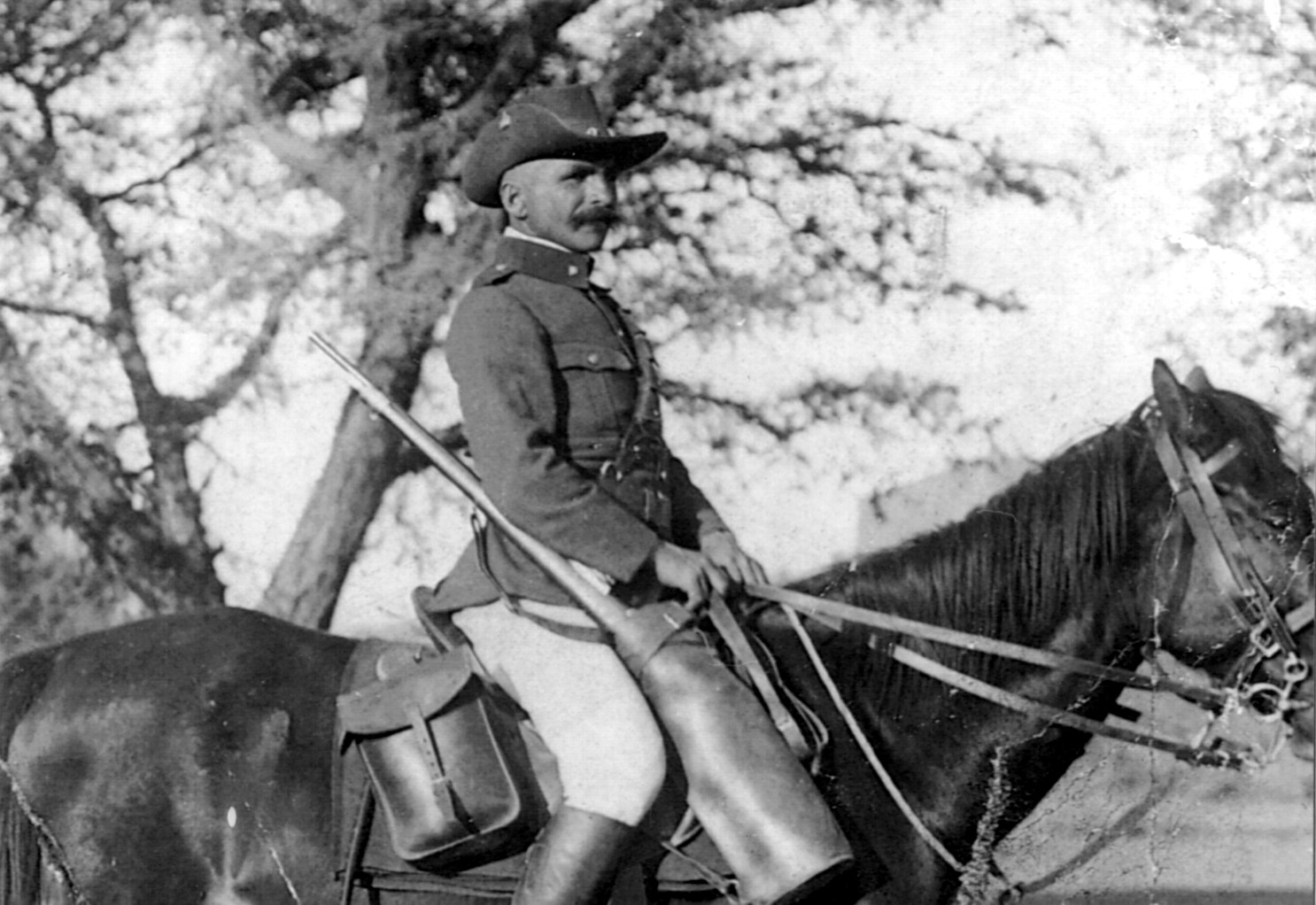
Deutscher Kavallerist im September 1914, Deutsch-Südwestafrika

Ende des 15. Jahrhunderts bezeichnete man in Frankreich leicht gerüstete Lanzenreiter als Chevaulegers (franz.:„leichte Pferde“). Von der Mitte des 18. Jahrhunderts bis zum Ende des Ersten Weltkrieges verwendete man diese Bezeichnung in Teilen des deutschsprachigen Raumes (insbesondere in Bayern und Österreich) für Reiter, die äußerlich den Dragonern ähnelten, aber wie Husaren eingesetzt wurden. Im napoleonischen Frankreich wurde die Bezeichnung chevauleger für Ulanen verwendet. Anfangs besaßen die Chevaulegers einen leichten Pallasch, später einen Säbel und Karabiner. In der Bayerischen Armee erhielten sie um 1890 wie die gesamte Kavallerie zusätzlich Lanzen.
Die Husaren waren zuerst ungarische Freischärler, wurden aber seit dem 18. Jahrhundert auch als reguläre Truppen aufgestellt, ohne ihren Charakter als leichte Reiterei für Aufklärungs- und Sicherungsaufgaben zu verlieren. Die Husarengattung wurde schnell von allen europäischen Großmächten übernommen. Die Uniform der Husaren im 18. und 19. Jahrhundert orientierte sich an der ungarischen Nationaltracht. Charakteristisch hierfür waren eine Zier-Verschnürung auf der Brust der Uniformjacke und eine über die Schulter gehängte weitere verschnürte Jacke mit Pelzbesatz. Als Kopfbedeckung diente häufig eine flache Pelz- bzw. Flügelmütze oder auch ein Tschako. Die Bewaffnung bestand aus einem Säbel und Pistolen, letztere wurden etwa ab 1800 durch Karabiner ergänzt und letztlich verdrängt. In Deutschland erhielten die Husaren um 1890 wie die gesamte Kavallerie zusätzlich Lanzen.
Die Kroatischen Reiter waren den Husaren ähnlich und nahmen als Söldner der Katholischen Liga am Dreißigjährigen Krieg teil. Eine weitere Sonderform waren die im 16. Jahrhundert in Polen aus der leichten Reiterei entstandene Hussaria (aufgrund des aufwändigen Federschmucks auch Flügel-Husaren genannt), bei der es sich aber um schwer gepanzerte Lanzenreiter handelte.
Die Jäger zu Pferde traten Ende des 18. Jahrhunderts in Erscheinung, als einige europäische Staaten (insbesondere Frankreich) den Bedarf nach einer regulären leichten Reiterei erkannten, jedoch die Kosten für die Aufstellung aufwändig uniformierter Husarenverbände scheuten. Wie diese dienten sie primär für Aufklärungs- und Sicherungsaufgaben, wurden aber auch zunehmend als Schlachtenkavallerie eingesetzt. Die Uniform orientierte sich oft an der der Husaren, war aber in der Regel weniger aufwändig. Erst ab 1901 stellte man in Preußen Jäger zu Pferde auf, jedoch ähnelte hier die Uniformierung der der Kürassiere. Die Bewaffnung bestand aus einem Säbel und Karabiner. In Preußen führten die Jäger zu Pferde zusätzlich Lanzen.

### Kavallerie nach 1918

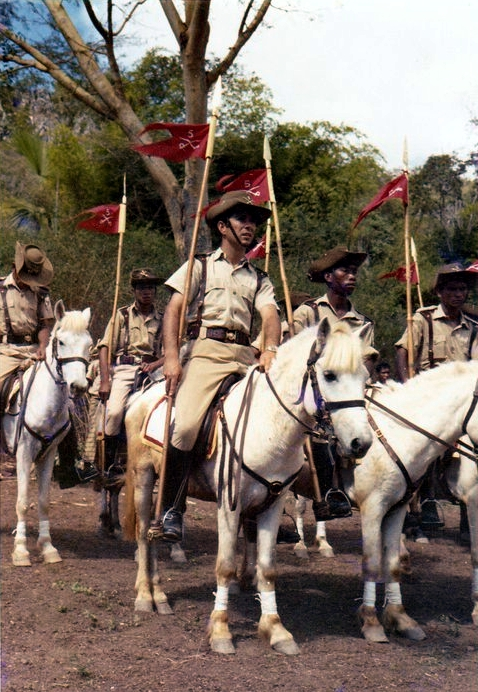
Kavallerie in Portugiesisch-Timor (1969)

Nachdem die Wirkungen von moderner Artillerie sowie von Mehrlader- und Maschinengewehren den Einsatz der Kavallerie in ihrer klassischen Rolle unmöglich machten, wurden Kavalleristen wieder zunehmend in der Rolle der ursprünglichen Dragoner als berittene und damit sehr mobile Infanterie eingesetzt. Mit dem Aufkommen zuverlässiger geländegängiger Kraftfahrzeuge jedoch wurde das Pferd als Fortbewegungsmittel zunehmend überflüssig, auch wenn man aus Materialmangel oder aus Traditionsbewusstsein noch bis in den Zweiten Weltkrieg hinein auf Pferde zurückgriff. Die Individualbewaffnung der Soldaten umfasste zunehmend auch automatische Waffen, selbst wenn daneben wie bei den Kosaken noch Blankwaffen verwendet wurden.
Schon die erste Kavallerieattacke des Zweiten Weltkrieges galt als symptomatisch für die generelle Position der Kavallerie in diesem Krieg: Polnische Ulanen schlugen am 1. September 1939 bei Krojanty mit dem Säbel ein deutsches Infanterie-Bataillon in die Flucht, als sie von nachrückenden deutschen Panzerfahrzeugen überrascht wurden. Eines der letzten Kavalleriegefechte der Kriegsgeschichte schlugen am 23. September 1939 polnische Ulanen und deutsche Kavallerie bei Krasnobród mit Säbeln, die deutschen Reiter mussten sich zurückziehen. Jedoch gerieten bei ihrer Verfolgung die polnischen Ulanen ins Schussfeld deutscher MG-Stellungen.
Eine gewisse Rolle spielten Kavallerieverbände der Roten Armee unter den Generälen Below, Sokolow und Dowator ab der Gegenoffensive vor Moskau 1941/42. So fiel z. B. am 19. Dezember 1941 das II. Garde-Kavallerie-Korps unter General Dowator bei einem Vorstoß über die zugefrorene Moskwa zusammen mit Skikampfgruppen der 267. Infanterie-Division in die Flanke und zwang mit diesem Durchbruch das gesamte IX. Armeekorps zum Rückzug hinter die Rusa. Unter dem Eindruck solcher Erfolge begann ab 1943 unter Federführung Georg von Boeselagers noch einmal eine gewisse Reorganisation der deutschen Heereskavallerie.
Nach 1945 wurden Kavallerieeinheiten nur mehr in wenigen Staaten für den Felddienst verwendet, insbesondere für den Einsatz in mit Kraftfahrzeugen unzugänglichem Gebiet. Als 1972 die Schweizer Armee ihre letzten 18 Dragoner-Schwadronen auflöste, endete damit die letzte echte Kavallerie in Europa. Nur die Sowjetarmee unterhielt danach noch einige Zeit berittene Großverbände – allerdings waren deren kavalleristischen Fähigkeiten nicht mehr für den Kampfeinsatz bestimmt, sondern für die Komparserie der sowjetischen Filmwirtschaft, die sie nicht nur für Eigenproduktionen wie Krieg und Frieden nutzte, sondern gegen Devisen auch bei internationalen Projekten wie zum Beispiel Waterloo zum Einsatz brachte.
Nur sehr wenige Staaten (z. B. Großbritannien, Argentinien, Polen, Frankreich, Dänemark und Schweden) unterhalten heute noch für Repräsentationszwecke zahlenmäßig kleine berittene Truppenteile. In einigen Staaten behielten die ursprünglichen Kavallerieeinheiten ihre Bezeichnungen, wurden aber mit modernen Fahrzeugen ausgestattet. Heute gibt es beispielsweise in Großbritannien noch zwei Ulanen-Regimenter (Lancer). Beide Verbände sind heute mit leichten Panzern ausgestattet und fungieren als Aufklärungseinheiten. In den USA entstand im Vietnamkrieg aus der 1. US-Kavalleriedivision vorübergehend eine Luftbewegliche Infanterie.
Grundsätzlich hat die Kavallerie heute weder in ihrer klassischen Rolle als zu Pferd kämpfende Truppe noch als berittene Infanterie eine praktische Bedeutung. Im Einsatz werden Reittiere nur mehr in sehr geringem Umfang für Aufklärungszwecke oder den Patrouillendienst in schwierigem, stark durchschnittenem und stark bedecktem Gelände verwendet, so z. B. vereinzelt bei der Tragetiertruppe der Bundeswehr, jedoch nicht mehr für den Angriff. In der chilenischen Armee ist das zur Gebirgstruppe zählende Gepanzerte Kavallerie-Regiment Nr. 3 (Húsares del General don José Miguel Carrera y Verdugo) beritten und dient als Aufklärungseinheit.

## Gliederung
Die taktische Einheit der Kavallerie waren die Eskadron (Schwadron) bzw. der Troop, meist bildeten vier bis sechs Eskadrons ein Regiment. In einigen Staaten war die Eskadron auch noch in zwei Kompanien in Zugstärke unterteilt. Die weitere Gliederung der höheren Verbände war in den einzelnen Heeren sowie in der Friedens- und Kriegsformation unterschiedlich.

## Kavallerie in einzelnen Ländern

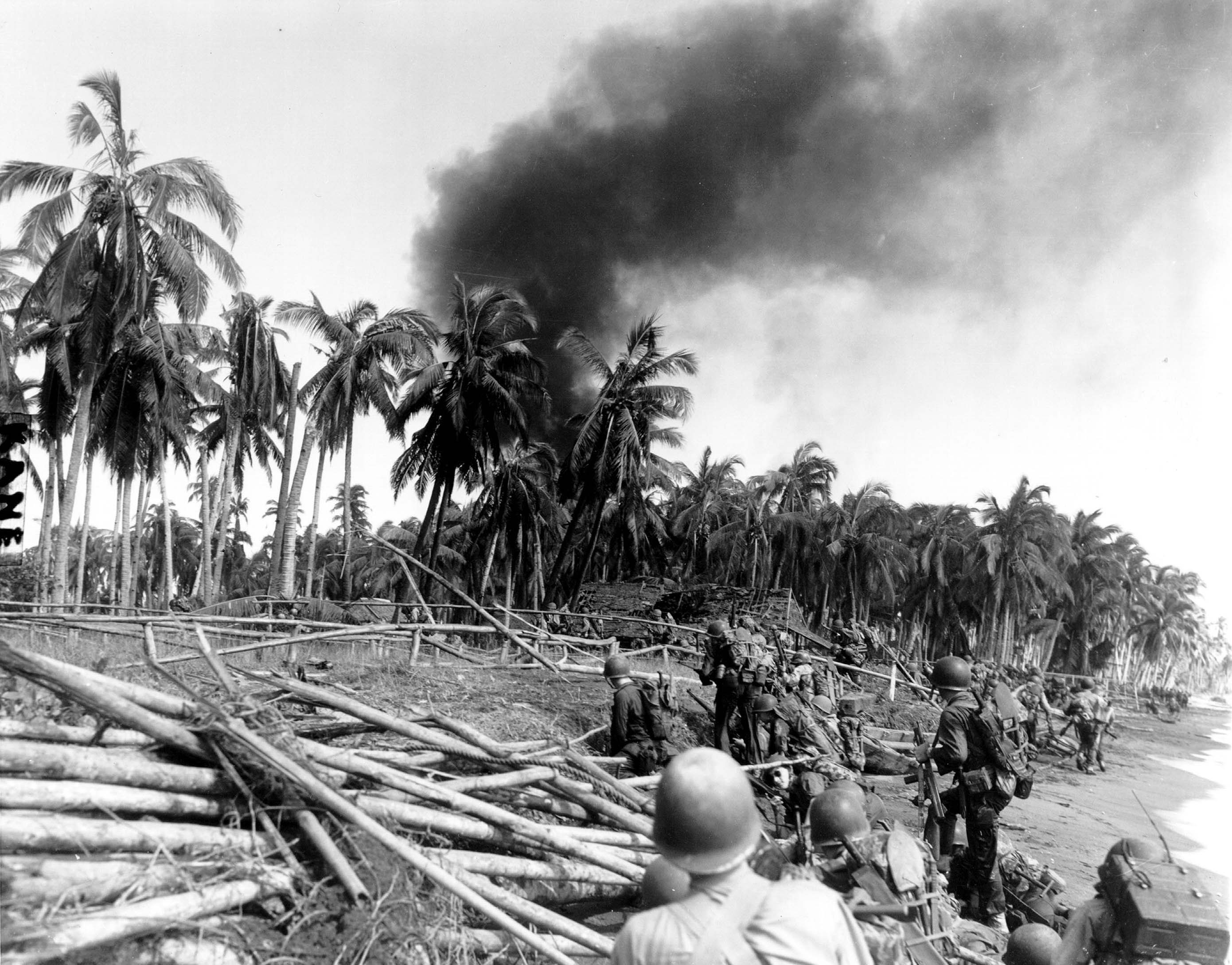
Das amerikanische 7th Cavalry Regiment bei amphibischer Landung auf Leyte, 20. Okt. 1944

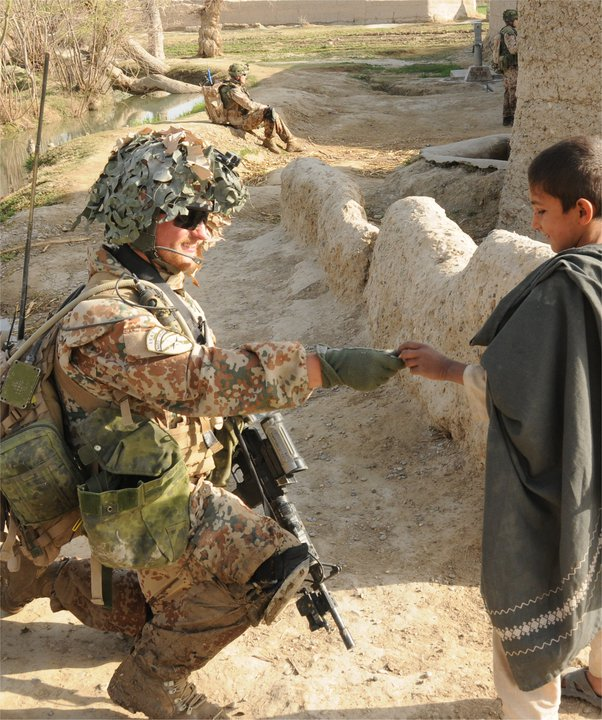
Dänischer Gardehusar beim Einsatz als Teil der International Security Assistance Force in Helmand, Afghanistan

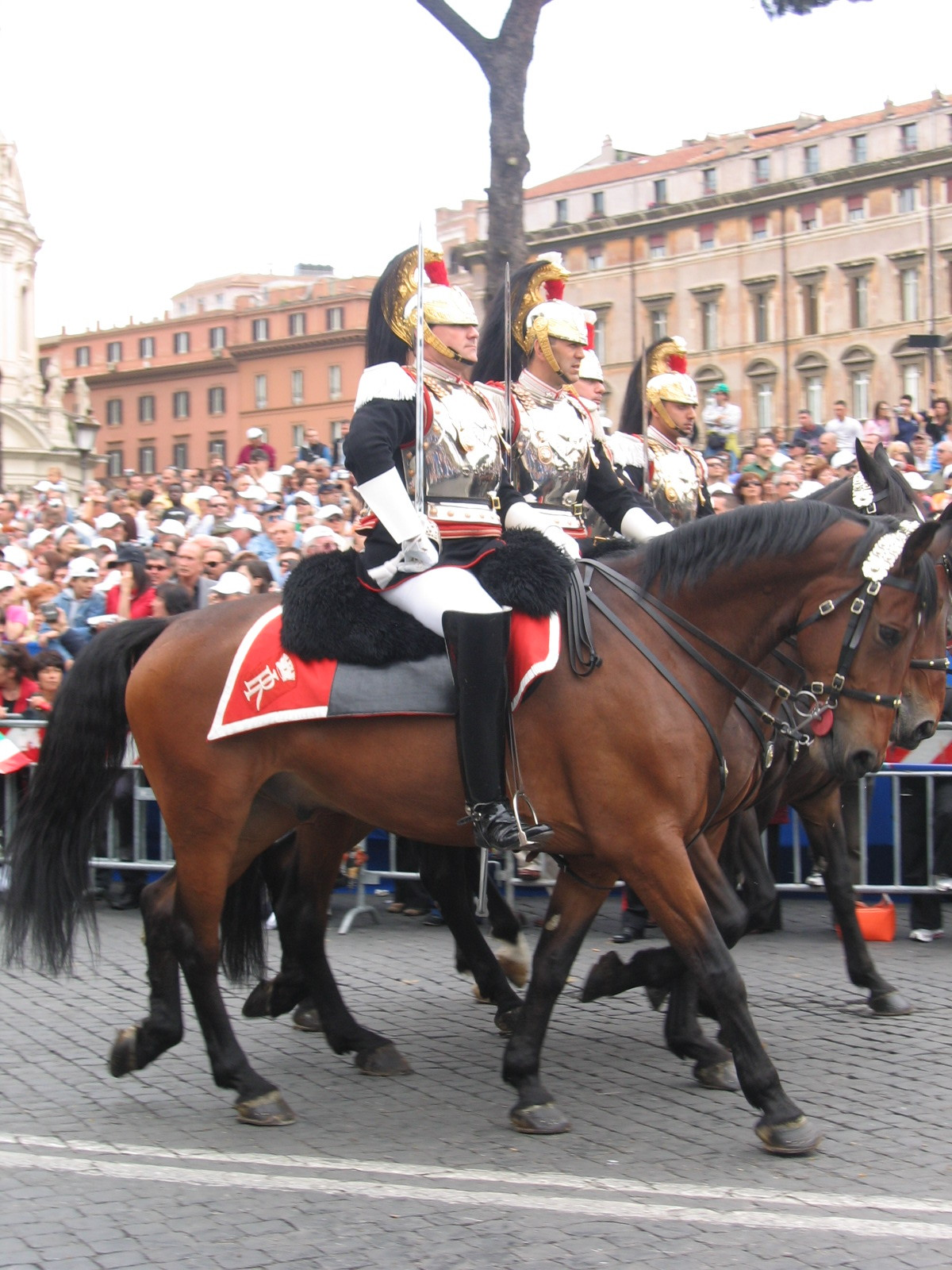
Italienische Corazzieri bei einer Parade (2006)

### Deutschland
Im Deutschen Kaiserreich war im Frieden die aus zwei oder mehr Regimentern bestehende Brigade der größte rein kavalleristische Truppenteil, der mit je zwei Infanteriebrigaden einem einheitlichen Divisionskommando unterstellt war. Nur das Gardekorps hatte im Frieden, abgesehen von den jährlichen Manövern, eine Kavalleriedivision. Daneben bestand eine General-Inspektion der Kavallerie mit vier Kavallerieinspektionen und eine Kavalleriekommission. Die Ausbildung der Kavalleristen fand in der Militärreitschule (Kavallerieunteroffizierschule) sowie in der Kavallerietelegraphenschule statt. Im Ersten Weltkrieg wurde ein großer Teil der Kavallerie zu selbständigen Kavalleriedivisionen, teilweise auch zu Höheren Kavallerie-Kommandos, zusammengestellt, während der Rest als Divisionskavallerie den Infanteriedivisionen zugeteilt wurde.
In der Reichswehr gab es, bedingt durch die Bedingungen des Friedensvertrages von Versailles, wieder drei reine Kavallerie-Divisionen mit jeweils sechs Reiter-Regimentern. Zusätzlich hatten die sieben Infanterie-Divisionen jeweils eine berittene Eskadron als Aufklärungsorgan. Statt der Lanze wurde die Kavallerie ab 1927 mit dem Karabiner 98 b und leichten Maschinengewehren ausgerüstet.
Die Wehrmacht führte die im Jahr 1934 beschlossene Auflösung der drei bestehenden Kavallerie-Divisionen fort. Aus den Reiter-Regimentern 1 und 2 in Ostpreußen entstand die 1. Kavallerie-Brigade. Die 13 Infanterie-Korps verfügten zusätzlich über je ein Kavallerieregiment, aus denen beim Überfall auf Polen im September 1939 Aufklärungs-Abteilungen der Infanterie-Divisionen und Reiter-Züge der Infanterie-Regimenter gebildet wurden. Im Oktober 1939 führte eine Umgliederung die 1. Kavallerie-Brigade mit den berittenen Teilen der Aufklärungsabteilungen von elf Infanteriedivisionen in die 1. Kavallerie-Division mit ca. 17.000 Pferden zusammen. Diese Division wurde im Jahr 1941 im Krieg gegen die Sowjetunion der Panzergruppe 2 unter Heinz Guderian unterstellt und im Winter 1941/1942 in die 24. Panzer-Division umgegliedert.
Im Bereich der Heeresgruppe Mitte entstand 1943 aus den Reiter-Schwadronen der Aufklärungs-Abteilungen 6, 34, 35 und 102 der „Reiterverband Boeselager“, nach dessen erfolgreichem Einsatz noch 1943 bei den Heeresgruppen im Osten die Kavallerie-Regimenter „Mitte“, „Nord“ und „Süd“ aufgestellt wurden. Diese Regimenter kamen eher als berittene Infanterie, weniger zur Aufklärung zum Einsatz. Aus den Regimentern wurden 1944 die Kavallerie-Brigaden 3 und 4 gebildet. Zusammen mit dem 1. ungarischen Kavallerie-Regiment bildeten sie das I. (Heeres-)Kavallerie-Korps. Im Februar 1945 wurden die Brigaden in Divisionen umbenannt. Zuvor wurde schon im Jahr 1941 die erste freiwilligen Kosaken (Kavallerie)-Abteilung aufgestellt, durch weitere Aufstellung von Kosaken-Verbänden entstand daraus 1943 die 1. Kosaken-Kavallerie-Division.
In der Waffen-SS gab es seit 1941 eine Kavallerie-Brigade, die im Frühjahr 1942 zur 8. SS-Kavallerie-Division „Florian Geyer“ erweitert wurde. Anfang 1944 entstand mit der 22. SS-Freiwilligen-Kavallerie-Division „Maria Theresia“ eine weitere; beide Reiter-Divisionen gingen im Kessel von Budapest unter. Aus Ausbildungseinheiten, Rekonvaleszenten und Fronturlaubern wurde nachmalig noch die 37. SS-Freiwilligen-Kavallerie-Division „Lützow“ aufgestellt, die jedoch nicht mehr die vollständige Stärke erreichte.

Daneben gab es noch das XV. SS-Kosaken-Kavallerie-Korps – mit zwei Kosaken-Kavallerie-Divisionen und einer Kosaken-Infanterie-Brigade (später -Division) – das aus der Kosaken-Division des Heeres gebildet wurde.

### Großbritannien
Neben der Garde aus den zwei Regimentern (der Life Guards (bis 1922 1st und 2nd Life Guards) und der Royal Horse Guards) bestand die britische Kavallerie bis zum Ersten Weltkrieg aus
- 7 Regimentern Dragoon Guards (einer schweren Linienkavallerie, die aber im 18. Jahrhundert zur Soldminderung in Dragoner umbenannt und zum Ausgleich mit dem Garde-Titel belohnt wurde, ohne jedoch zur Household Cavalry zu zählen; 1st, 2nd, 3rd, 4th, 5th, 6th und 7th Dragoon Guards)
- 21 durchgängig nummerierten Linien-Regimentern, mit drei Dragoner- (1st, 2nd und 6th Dragoons), zwölf Husaren- (3rd, 4th, 7th, 8th, 10th, 11th, 13th, 14th, 15th, 18th, 19th und 20th Hussars) und fünf Ulanen-Regimentern (5th, 9th, 12th, 16th, 17th und 21st Lancers).

Die leichten Dragoner waren im Verlauf des 19. Jahrhunderts allesamt zu Husaren oder Ulanen umgewandelt oder (22nd bis 33rd Regiment of Light Dragoons) aufgelöst worden. Ein Regiment aus zwei Husaren-Regimentern erhielt jedoch 2015 wieder den Traditionsnamen „Light Dragoons“.
Besondere Bekanntheit erlangte die aufgrund fehlerhafter Befehlsübermittlung gescheiterte Attacke der Leichten Brigade im Krimkrieg und die Attacke der 21st Lancers in der Schlacht von Omdurman, an der auch Winston Churchill als junger Leutnant teilnahm.
1921/22 sank die Zahl der Regimenter durch Verschmelzungen von 31 auf 22. Aufgrund mehrerer Heeresstrukturänderungen (zuletzt 2015) folgten weitere Verschmelzungen, so dass heute neben Household Cavalry bzw. dem Household Cavalry Mounted Regiment nur mehr sieben Regimenter in Bataillonsstärke als Panzer-Regimenter, Panzeraufklärungsregimenter und Panzergrenadiere existieren, die zusammen mit dem Royal Tank Regiment das Royal Armoured Corps bilden:
- 1st The Queen’s Dragoon Guards
- Royal Scots Dragoon Guards
- Royal Dragoon Guards
- Queen’s Royal Hussars
- Royal Lancers
- King’s Royal Hussars
- Light Dragoons

Die Sollstärke aller britischen Regimenter liegt bis heute deutlich unter der von kontinentaleuropäischen Verbänden.
Die ursprünglich aristokratisch geprägte Yeomanry stellte die Landwehrreiterei. Sie bildet heute vier Regimenter sowie mehrere andere Truppenteile, die aber nicht mehr alle zur Kavallerie zählen.

### Österreich
1914 umfasste die Gemeinsame Armee Österreich-Ungarns
- 15 Regimenter Dragoner
- 11 Regimenter Ulanen
- 16 Regimenter Husaren

Jedes Regiment bestand aus zwei als Division bezeichneten Bataillonen zu drei Eskadronen mit zusammen knapp 1100 Mann Sollstärke einschließlich des Ersatzkaders. (Die Division im Sinne eines Großverbandes wurde Kavallerie-Truppendivision genannt.)

### Russland
In Russland war die Kavallerie fast durchweg in Divisionen aufgeteilt, zum Ende des 19. Jahrhunderts stellte man auch zwei Kavalleriekorps auf.
Es gab in der Gründungsphase der Roten Armee zeitweise wenigstens zwei Kavallerie-Armeen, von denen Marschall Budjonny die erste im Russischen Bürgerkrieg gegen den weißgardistischen General Denikin befehligte.
Im Zweiten Weltkrieg stellte die Sowjetunion 95 Kavallerie-Divisionen und 17 Garde-Kavallerie-Divisionen ins Feld. In der Nachkriegszeit wurden die Truppen, soweit nicht aufgelöst, meist mechanisiert und entsprechend umbenannt. Einige Truppenteile wurden noch bis in die 1970er Jahre als Komparserie für Historienfilme beritten gehalten. Diese führten nach den Abordnungen der Spezialkräfte früher immer die Oktoberparade in Moskau an.
Unter Wladimir Putin wurde wieder eine Kavallerie-Einheit als Teil der Präsidentengarde aufgestellt, die sich in ihrem Erscheinungsbild am Garde-Dragoner-Regiment der Zaren orientiert.

### Schweiz

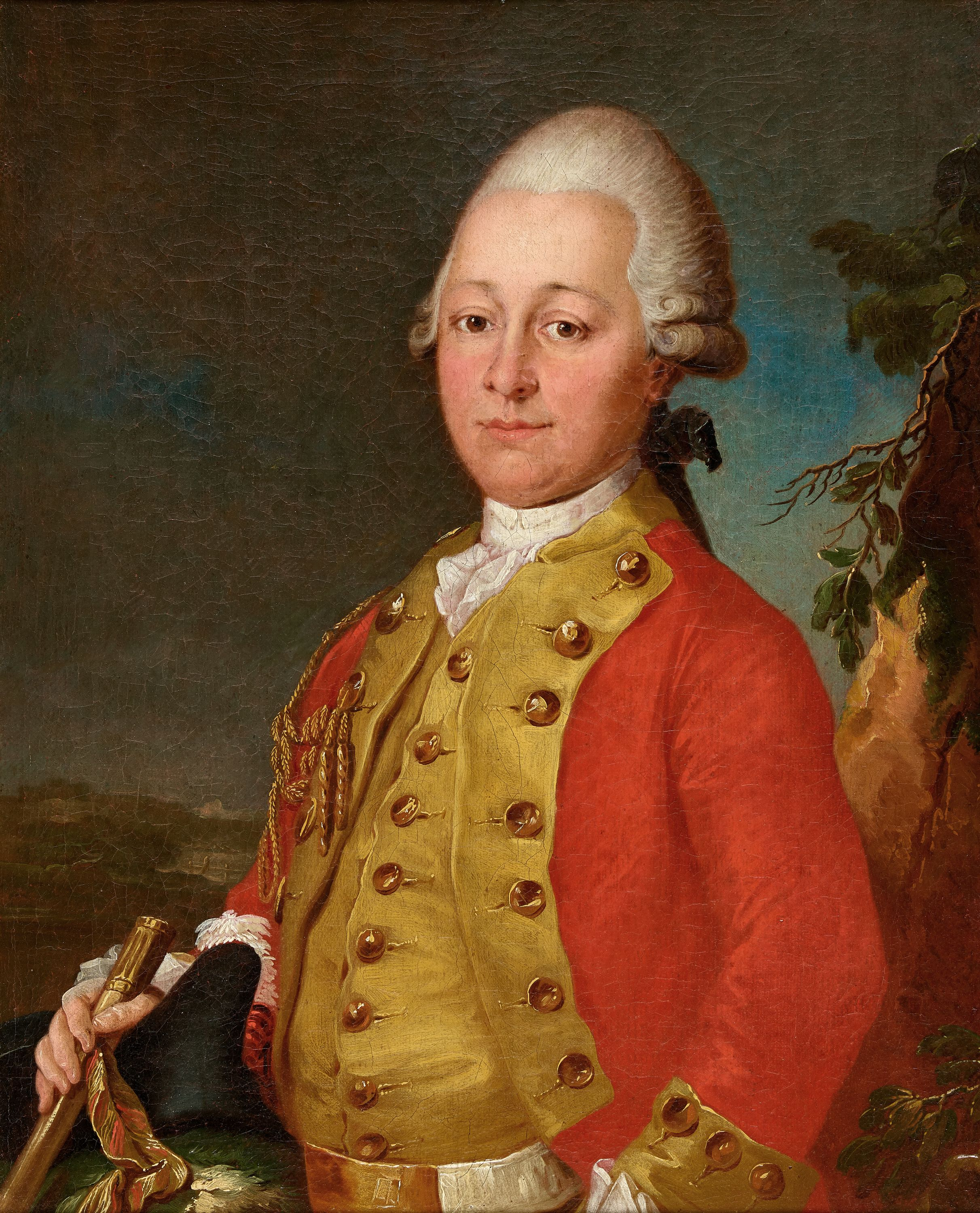
Porträt eines Dragoners der Stadt und Republik Bern aus dem 18. Jahrhundert

Die Schweizer Kavallerie (Dragoner) wurde als letzte der europäischen Armeen 1972 abgeschafft. Nach der Rekrutenschule kauften die Dragoner ihr Pferd, den Eidgenoss, zu einem ermäßigten Preis von der Armee und rückten damit in die jährlichen Wiederholungskurse ein. Diese Regelung war insbesondere für Ackerbauern attraktiv. In ländlichen Gebieten war der Eidgenoss für viele Schweizer ein Symbol des Milizsystems und der Verbundenheit von Heimat und Armee.

### USA
Im Amerikanischen Unabhängigkeitskrieg wurden vier schwache Regimenter Leichte Dragoner aufgestellt und bei Kriegsende aufgelöst. Kurz vor Ausbruch des Krieges von 1812 wurden zwei Regimenter Dragoner aufgestellt, denen in den 1830er Jahren zwei Regimenter Kavallerie und 1846 eines der Jäger zu Pferde hinzu kamen.
Bei Ausbruch des Sezessionskrieges wurden alle Regimenter in Kavallerie umbenannt und ihre Zahl auf zwölf vermehrt. Hinzu kamen zahlreiche weitere von der Union und den darin verbliebenen Staaten aufgestellte Regimenter, so dass bei Kriegsende über 250 Staats- und Bundes-Regimenter im Feld standen, während die Südstaaten nur über rund 170 Regimenter verfügten. Im Verlauf des Krieges kämpfte insbesondere die Nordstaaten-Kavallerie meist abgesessen als Schützen und nahm damit die Entwicklung im Ersten Weltkrieg vorweg. Das Pferd diente diesen Kavallerieregimentern nur noch als schnelles Transportmittel. So besetzte und verteidigte zu Beginn der Schlacht von Gettysburg John Bufords Kavallerie eine wichtige Anhöhe, was erheblich zum Sieg der Union beitrug. Bei Kriegsende wurde die Zahl der Bundes-Regimenter auf zwölf reduziert. Sie spielten bei der Landnahme im Wilden Westen eine Schlüsselrolle (z. B. in der Schlacht am Little Bighorn) und wurden somit ein Teil des Gründungsmythos der USA.
Im Ersten Weltkrieg 1917 war im Rahmen des Stellungskrieges ein kavalleristischer Einsatz nicht mehr möglich. Bei der Verteidigung der Philippinen 1942 gegen die japanischen Invasoren ritt das 26. Kavallerie-Regiment die letzte Attacke der US-Militärgeschichte, der Großteil der US-Kavallerie war zu diesem Zeitpunkt aber bereits mechanisiert. Im Zweiten Weltkrieg kämpfte die Kavallerie auf allen Kriegsschauplätzen meist als Teil der Panzertruppe.
Im Vietnamkrieg wurde die 1. Kavallerie-Division als mit Hubschraubern ausgerüstete Luftlandetruppe eingesetzt, jedoch 1975 wieder zu einer Panzerdivision umgewandelt. Zusammen mit drei unabhängigen Regimentern führt sie bis heute die Kavallerietradition auch im Verbandsnamen fort.